# 14550 Lehký
(14550) Lehký, denumire internațională (14550) Lehky, este un asteroid din centura principală de asteroizi.

## Descriere
14550 Lehký este un asteroid din centura principală de asteroizi. A fost descoperit pe 27 octombrie 1997 la Observatorul din Ondřejov de Lenka Šarounová. Asteroidul prezintă o orbită caracterizată de o semiaxă mare de 2,31 ua, o excentricitate de 0,14 și o înclinație de 6,6° în raport cu ecliptica.